# Placówka Straży Celnej „Świechocin”

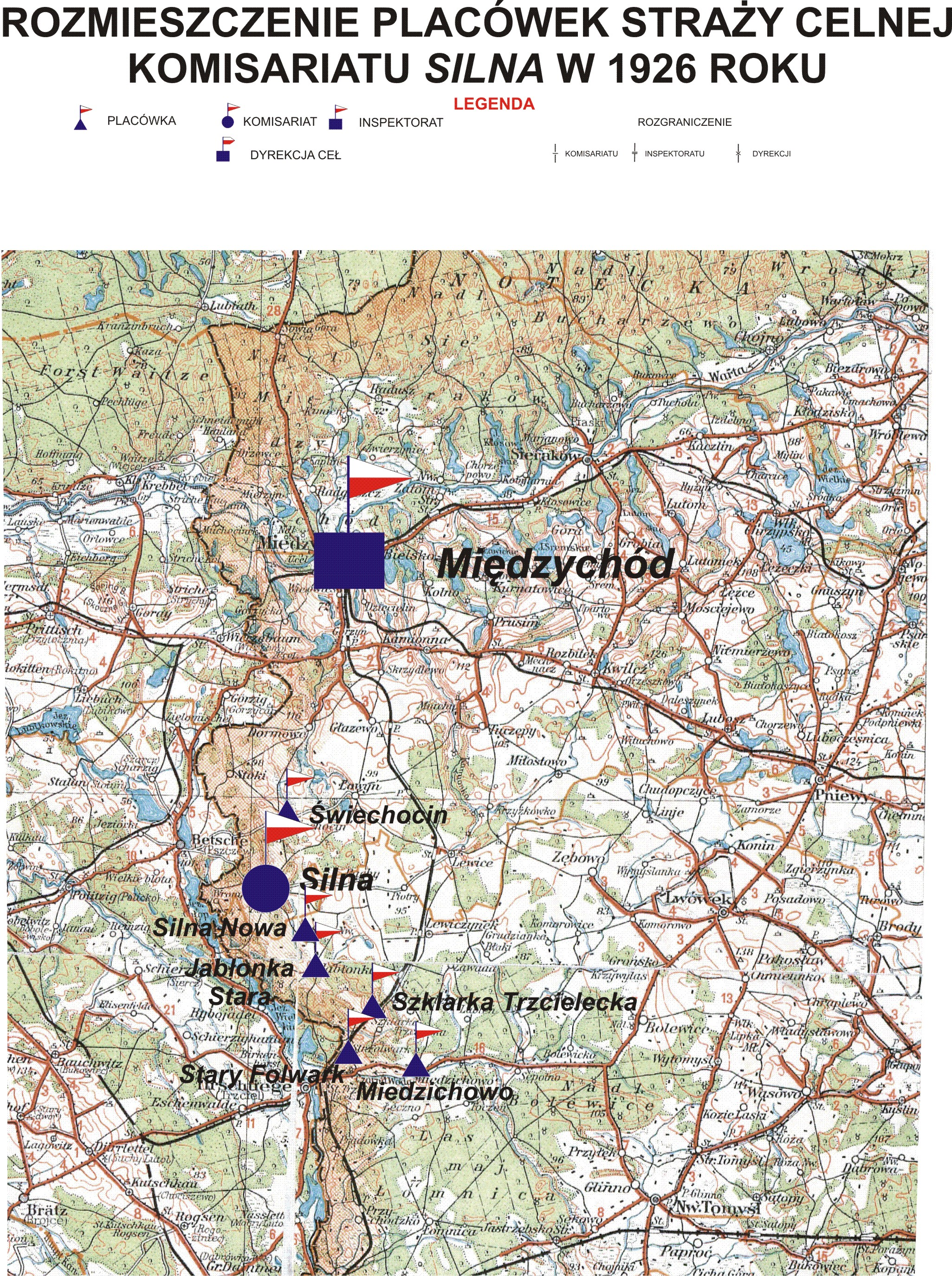
Rozmieszczenie placówek Straży Celnej Komisariatu Silna w 1926

Placówka Straży Celnej „Świechocin” – jednostka organizacyjna Straży Celnej pełniąca w okresie międzywojennym służbę ochronną na granicy polsko-niemieckiej.

## Formowanie i zmiany organizacyjne
Na wniosek Ministerstwa Skarbu, uchwałą z 10 marca 1920 roku, powołano do życia Straż Celną. Od połowy 1921 roku jednostki Straży Celnej rozpoczęły przejmowanie odcinków granicy od pododdziałów Batalionów Celnych. Proces tworzenia Straży Celnej trwał do końca 1922 roku. Placówka Straży Celnej „Świechocin” weszła w podporządkowanie komisariatu Straży Celnej „Silna” z Inspektoratu SC „Międzychód”.
W drugiej połowie 1927 roku przystąpiono do gruntownej reorganizacji Straży Celnej. W praktyce skutkowało to rozwiązaniem tej formacji granicznej. Ochronę północnej, zachodniej i południowej granicy państwa przejęła powołana z dniem 2 kwietnia 1928 roku Straż Graniczna.
Rozkazem nr 3 z 25 kwietnia 1928 roku w sprawie organizacji Wielkopolskiego Inspektoratu Okręgowego dowódca Straży Granicznej gen. bryg. Stefan Pasławski powołał komisariatu SG „Świechocin”. Placówka Straży Granicznej II linii „Świechocin” znalazła się w jego strukturze.

## Funkcjonariusze placówki
Kierownicy placówki
| stopień  | imię i nazwisko, numer | okres pełnienia służby | kolejne stanowisko |
| -------- | ---------------------- | ---------------------- | ------------------ |
| strażnik | Piotr Zakrzewski (217) | był w 1926             |                    |

Obsada personalna placówki w 1926:
- strażnik Piotr Zakrzewski (217)
- strażnik Stanisław Jóźwiak (274)
- strażnik Franciszek Przybylski (145)
- strażnik Józef Magdziorek (1540)
- strażnik Władysław Andrzejczak (1708)
- strażnik Antoni Szudra (3228)
- strażnik Józef Lisiecki (316)